# Cola praeacuta
Cola praeacuta är en malvaväxtart som beskrevs av John Patrick Micklethwait Brenan och Keay. Cola praeacuta ingår i släktet Cola och familjen malvaväxter. Inga underarter finns listade i Catalogue of Life.